# Swans Gmunden
El Basket Swans Gmunden, es un club austríaco de baloncesto profesional de la ciudad de Gmunden que compite en la Admiral Basketball Bundesliga, la máxima categoría del baloncesto en Austria. Disputa sus encuentros como local en el Volksbank Arena, con capacidad para 2200 espectadores. El patrocinador principal del equipo es Allianz.

## Historia
El equipo fue fundado en 1965, conocido como la sección de baloncesto de "Unión Gmunden". El primer partido de la Unión se jugó en 1966, se perdió 11-35. Después de seis años, el equipo finalmente ascendió a la 2. Bundesliga. Gmunden jugó siete años en la liga, hasta que ascendió a la 1.Bundesliga .
El club tuvo sus años de oro a partir de 2003, desde entonces, el equipo comenzó a ganar trofeos en Austria. En 2005, 2006 y 2007 Swans ganaron el título nacional. En la temporada 2007-08, se jugó el primer partido europeo de Swans. El equipo compitió en la Copa ULEB, la segunda división del baloncesto europeo. Swans ganaron el primer partido contra Hapoel Galil Elyon con el resultado de 74:79. Después de que sorprendentemente se clasificara, el equipo perdió en los octavos de final contra el Joventut de Badalona, los posteriores campeones de la Copa ULEB.

## Nombres
- Gmunden Swans (hasta 2005)
- Allianz Swans Gmunden (2005-2014)
- Basket Swans Gmunden (2014-)

## Trayectoria
| Temporada | Nivel | Liga | Pos. | Copa de Austria  | Competiciones europeas | Competiciones europeas |
| --------- | ----- | ---- | ---- | ---------------- | ---------------------- | ---------------------- |
| 2007–08   | 1     | ÖBL  | 3º   |                  | 2 ULEB Cup             | RS                     |
| 2008–09   | 1     | ÖBL  | 2º   | Campeón          | 3 EuroChallenge        | RS                     |
| 2009–10   | 1     | ÖBL  | 1º   |                  |                        |                        |
| 2010–11   | 1     | ÖBL  | 2º   | Campeón          |                        |                        |
| 2011–12   | 1     | ÖBL  | 2º   | Campeón          |                        |                        |
| 2012–13   | 1     | ÖBL  | 6º   | Cuartos de final |                        |                        |
| 2013–14   | 1     | ÖBL  | 5º   | Finalista        |                        |                        |
| 2014–15   | 1     | ÖBL  | 4º   | Cuartos de final |                        |                        |
| 2015–16   | 1     | ÖBL  | 8º   | Cuartos de final |                        |                        |
| 2016–17   | 1     | ÖBL  | 3º   | Semifinalista    |                        |                        |
| 2017–18   | 1     | ÖBL  | 2º   | Finalista        |                        |                        |
| 2018–19   | 1     | ÖBL  | 3º   | Finalista        |                        |                        |
| 2019–20   | 1     | ÖBL  | 1º*  | -                |                        |                        |
| 2020–21   | 1     | ÖBL  | 2º   | -                |                        |                        |
| 2021–22   | 1     | ÖBL  | 2º   | Finalista        |                        |                        |

*Temporada cancelada debido a la pandemia de Covid-19

## Palmarés
- Admiral Basketball Bundesliga
  - Campeón: 2005, 2006, 2007, 2010, 2021
  - Subcampeón: 2003, 2004, 2009, 2011, 2012, 2018, 2019, 2022

- Copa de baloncesto de Austria
  - Campeón: 2003, 2004, 2008, 2010, 2011, 2012
  - Subcampeón: 2014, 2021

- Supercopa de baloncesto de Austria
  - Campeón: 2004, 2005, 2006, 2007, 2008, 2010, 2011
  - Subcampeón: 2003, 2012

## Jugadores destacados
| - Elmir Brkic - Enis Murati - Carlos Novas - Lorenzo O'Neal - Richard Poiger - Jozo Rados - Ethnie Stubbs - Chris Sanders - Aigars Zeidaks - Vilius Gabsys - Kęstutis Kemzūra - Nerijus Lisauskas - Lauens Stoeten - Tobias Hauff - Robert Arnold - Zac Bennett - Ian Boylan - Joshua Brown | - Gary Buchanan - Dwight Burke - Torrey Butler - Morris Curry - Sharaud Curry - Michael Dale - Steven Esterkamp - Al Faux - Anthony Fisher - Roderick Flowers - Jason Forrestal - Dorian Green - Tyler Griffey - Blake Hamilton - Shawn Hawkins - Reginald Huffman - Kevin Johnson - Dennis Jordan | - Jonathan Lee - Luke Lloyd - Stephen Lumpkins - Tyron McCoy - Billy McShepard - Matthew Mullary - Tyler Newton - Mike Oppland - Dan Oppland - Elijah Palmer - Brandon Pardon - Jeff Parris - Anthony Slack - Ian Daniel Stewart - Rashard Sullivan - George Valentine - Alex Wesby - Nick Wright | - Hasan Mustafic - Simon Orr-Ewing - Milovoj Coso - Blasius Stark - Angelo Flanders - Gordon Wood - Bojan Barjaktarevic - Jovica Stanojevic - Marko Bulatovic - De'Teri Mayes - Bambale Osby - Ray Schultz - Justen Naughton - Rob Engel - Adrian Uter - Edwin Vidal |